# Grande Mosquée de Tabriz
La Grande Mosquée de Tabriz (persan : مسجد جامع تبریز - Masjid-e-Jāmeh Tabrīz) est une grande mosquée située dans la ville de Tabriz, dans la province d'Azerbaïdjan oriental d'Iran. Elle se trouve dans le bazar de Tabriz.